# American Defense Systems
American Defense Systems, Inc. ("ADSI") AMEX:  EAG là một công ty thiết kế áo giáp cho mục đích quân sự và thương mại.

## Tổng quan
Được thành lập vào ngày 6 tháng 12 năm 2002, công ty có trụ sở tại Hicksville, New York. Công ty giao dịch trên Sở giao dịch chứng khoán Mỹ (AMEX) với ký hiệu EAG.A. Công ty có các công ty con thuộc sở hữu hoàn toàn:
- AJ Piscitelli & Associates, Inc.
- American Physical Security Group, LLC.

ADSI cung cấp bảo mật vật lý cho Sở giao dịch chứng khoán New York.
Từ năm 2008, giám đốc của công ty là Pasquale J. D'Amuro.